# Krakovski požar (1850)
Krakovski požar iz leta 1850 se je začel 18. julija in je trajal več dni. Ocenjuje se, da je uničil približno 10 odstotkov mesta Krakov, ki je bilo takrat del okrožja Velikega vojvodstva Krakov v Avstrijskem cesarstvu.

## Ozadje
Leta 1850 je bilo mesto Krakov še vedno močno odvisno od lesa kot gradbenega materiala. Večina od 1700 stavb v mestu je bila lesenih, zidane pa so imele veliko lesenih elementov. Mesto je imelo slabo vodno infrastrukturo in ni bilo redne gasilske službe.

## Požar
Požar je izbruhnil 18. julija na obrobju mesta okoli Krupnicze ulice, na območju žitnice. Požar pripisujejo nesreči, ki sta jo povzročila mlinar in kovač, ki sta med popravilom opreme zanetila požar v stavbi mlina, ki je nato ušel izpod nadzora. Požar je narasel zaradi močnega vetra, ki ga je razširil na bližnje stavbe in prizadel središče mesta. V nekaj urah je prizadel osem ulic, dokler ni bilo ustavljeno nadaljnje širjenje. Študenti Jagelonske univerze so preprečili, da bi povzročil več kot površinsko škodo univerzitetni knjižnici. Širjenje požara je bilo ustavljeno v enem dnevu, vendar je trajalo še nekaj dni in vojaška pomoč, da so ga popolnoma odpravili.
Ogenj je povzročil uničenje približno desetine mesta: 153 stavb, dve palači, dva ali trije samostani in štiri cerkve.

## Posledice
Požar je bil odgovoren za kasnejšo gospodarsko stagnacijo v mestu. Zaradi požara je mestna oblast tudi povečala proračun za gašenje požarov, čeprav je bila prva (prostovoljna) gasilska služba ustanovljena šele leta 1865. Dokončna obnova vseh prizadetih stavb je bila končana šele leta 1912.

## Uničene ali poškodovane znamenitosti
- Škofovska palača, Krakov [5]
- Palača Wielopolski [6]
- Cerkev sv. Frančiška Asiškega, Krakov [7]
- Bazilika Svete Trojice, Kraków [8]